# Johan Geleyns (basketballer)
Johan ("Jo") Geleyns (Leuven, 10 juni 1965 – Herent, 19 januari 2009) was een basketbalcoach en basketbalspeler met een lengte van 194 centimeter. Hij stond bekend als driepuntspecialist en speelde in de eerste klasse bij zowel de basketbalclub Leuven (Leuven Bears) als Aarschot (GSG Aarschot).

## Biografie
Johan Geleyns werd geboren in 1965 te Leuven als zoon van Robert Victor Geleyns (Leuven, 12 januari 1940 – 27 juli 1997) en Liliane De Meyer. Hij voltooide zijn secundair onderwijs in ZAVO in het schooljaar 1986-1987. Hij studeerde af als bachelor boekhouden-bankwezen en werkte daarna bij KBC-verzekeringen. Hij speelde, naast zijn baan, basketbal bij de volgende clubs, in chronologische volgorde: Betekom, Wilsele, Aarschot, Leuven, Aarschot, Saint-Louis Luik en Wilsele. Na zijn semi-professionele basketbalcarrière in de eerste klasse behaalde hij het A-diploma als trainer en werd hij coach van Wilsele, Diest en Zolder en assistent-coach van de basketbalclub van Leuven.
Als speler was zijn belangrijkste prestatie de nipte nederlaag met Leuven tegen Oostende waarbij hij 32 en 29 punten maakte, waarvan vijf driepunters. Als coach zorgde hij ervoor dat de basketbalclub van Zolder in de derde klasse kwam en ook de Beker van Limburg won tegen Sint-Truiden.
Begin 2008 kondigde hij aan dat hij met zijn gezin zou verhuizen naar Canada, omdat zijn partner daar een baan kreeg aangeboden. Hij stopte met het coachen, en zegde zijn baan bij KBC-verzekeringen op. Korte tijd hierna keerde hij echter alleen terug naar België. Op 19 januari 2009 verdween hij, en op 23 januari werd zijn levenloze lichaam teruggevonden.

### Verdwijning en overlijden
Op 20 januari 2009 werd door de federale politie een opsporingsbericht verspreid met de melding dat Johan Geleyns vermist was. Hij werd het laatst gezien op maandagochtend 19 januari 2009. De verdwijning werd gemeld door zijn schoonmoeder. Voor de zoekactie werd zelfs een helikopter ingeschakeld.
Op vrijdagavond 23 januari 2009 werd zijn levenloze lichaam teruggevonden door kennissen van zijn echtgenote in de buurt van zijn woning in Herent. Hij werd gevonden in een veld aan het einde van een doodlopende zijstraat van de Wijgmaalsesteenweg, zei Patrick Vits, woordvoerder van het Leuvense parket. Johan Geleyns werd 43 jaar. Het parket sloot aan de hand van de verwondingen zelfmoord niet uit. Dit werd de volgende dag bewezen door het autopsieverslag. Ook raakte bekend dat Geleyns met een depressie kampte na het beëindigen van zijn sportcarrière.
Geleyns was overleden op 19 januari 2009, op 43-jarige leeftijd, de dag dat hij het laatst gezien was. Op 31 januari 2009 vond de religieuze begrafenisplechtigheid plaats in de Onze-Lieve-Vrouwekerk te Aarschot.

## Privéleven
Geleyns was gehuwd met Myriam Witvrouw en heeft twee kinderen, Senne en Dillen. Witvrouw is een vooraanstaand microbiologe verbonden aan de Katholieke Universiteit Leuven.

## Trivia
- Hij is een neef in de tweede generatie van de gelijknamige Johan Geleyns, een Leuvens politicus. Ze zijn achterachterneven van elkaar.
- Geleyns is de zoon van een neef in de vijfde generatie van Frans Geleyns, een Vlaams politicus.